# Heinz Gstrein
Heinz Gstrein (* 6. Dezember 1941 in Innsbruck; † 1. Dezember 2023) war ein österreichisch-schweizerischer Orientalist, orthodoxer Theologe, Auslandskorrespondent und Sachbuchautor.

## Leben
Gstrein studierte Orientalistik, Slawistik und Theologie in Innsbruck, Istanbul, Wien und Paris. Er promovierte zum Doktor phil. Er war viele Jahre Auslandskorrespondent in Nahost, im Balkan und in Osteuropa, wo er für die Neue Zürcher Zeitung (NZZ) und das Schweizer Radio DRS berichtete. Danach folgten wissenschaftliche Tätigkeiten in Zürich und Wien. Er war auch stellvertretender Direktor des Instituts G2W Glaube in der 2. Welt in Zürich. Am Universitären Lehrgang (ULG) Balkanstudien der Universität Wien war er Lehrbeauftragter für Osmanische Geschichte, Kultur, Religion sowie islamisches Recht. Er war Präsident der Arbeitsgemeinschaft Orthodoxer Kirchen in der Schweiz (AGOK) und setzte sich für die Christen, die in islamischen Staaten leben, unterdrückt und verfolgt werden, ein. Auch beschrieb er die Situation syrischer Christen im Bürgerkrieg.

### Politisches Engagement im Schweizer Minarettstreit
Im Vorfeld der Volksabstimmung zur Minarettinitiative im Jahr 2009 in der Schweiz engagierte er sich im Lager der Befürworter eines Bauverbots. Er wollte auf die seiner Meinung nach zunehmende Islamisierung seit den Siebzigerjahren des 20. Jahrhunderts aufmerksam machen, die in Ägypten, Algerien und im Iran ihren Anfang genommen habe. Die öffentlichen Auswirkungen des Herrschaftsanspruchs des Islams hätten nun auch die Schweiz erreicht, weshalb er die Minarettinitiative befürwortete und unterstützte, um ein Zeichen gegen die „politische Islamisierung“ zu setzen. Das Minarett sei meistens ein Sieges- und Visibilitätszeichen für den Islam. Zudem hielten viele islamische Staaten nicht oder nicht mehr Gegenrecht beim Bau und Wiederherstellung christlicher Kirchen.
2010 verfasste er ein Gutachten zur Verfassungswidrigkeit und besonderen Gefährlichkeit der Organisation Islamischer Zentralrat Schweiz (IZRS). Darin forderte er deren Verbot, weil sie nicht mit den schweizerischen Rechtsnormen vereinbar sei.
Gegner der Initiative und Tageszeitungen wie die Basler Zeitung versuchten ihn fachlich zu disqualifizieren und ihn somit zu diskreditieren. Gstrein konnte sich mehrheitlich rehabilitieren und auch seine Lehrtätigkeit als Lehrbeauftragter für Balkanstudien an der Universität Wien weiterführen.
Gstrein starb am 1. Dezember 2023, wenige Tage vor Vollendung seines 82. Lebensjahres. Er wurde am 28. Dezember in der griechisch-orthodoxen Abteilung des Wiener Zentralfriedhofs bestattet.

### Privates
Gstrein war verheiratet und wohnte in Erlenbach am Zürichsee.

## Werke

### Als Autor
- Unedierte Texte zur Geschichte der byzantinischen Osterpredigt, Wien 1968, OCLC 61751768 (Dissertation doctoral Universität Wien 1968, 1 microfilm reel, 35 mm).
- Zum Beispiel Griechenland (= Disput, Band 4). Delp, München 1969, OCLC 621425.
- Fortschritt ohne Klassenkampf. Arabischer Sozialismus. Imba, Fribourg / Laetare-Verlag, Stein (Nürnberg) 1972, ISBN 3-85740-024-2 (Imba) / ISBN 3-7839-0039-5 (Laetare).
- Volk ohne Anwalt. Die Kurdenfrage im Mittleren Osten. Laetare, Imba 1974, ISBN 978-3-85740-046-9.
  - Avukatsiz Halk Kürtler. Parsomen 2009. ISBN 978-605-5935-85-6 (türkische Übersetzung).
- Ich scheue keine Mühe. Emil Grouard, Apostel von Athabasca (Kanada). St. Gabriel, Steyler Verlag, Mödling 1977, ISBN 978-3-85264-107-2.
  -     - Nie szczedzil trudu, Verbinum, Warszawa 1994, ISBN 83-85762-29-9, polnisch.
- Unter Menschenhändlern im Sudan. Daniele Comboni. Den Sklaven ein Retter. St. Gabriel, Mödling / Steyler, St. Augustin 1978, ISBN 978-3-85264-119-5.
- Der Heilige aus der Kanone. Jean Le Vacher, Christensklave in Tunis und Algier. St. Gabriel, Mödling / Steyler, St. Augustin 1980, ISBN 978-3-85264-144-7.
- Alle meinen den einen Gott. Lesungen aus den heiligen Büchern der Weltreligionen. Herder Verlag, Freiburg im Breisgau 1981 und 1988, ISBN 978-3-210-24609-3.
- Der Karawanenkardinal. St. Gabriel, Mödling / Steyler, St. Augustin 1982, ISBN 978-3-85264-202-4.
- Das unsagbare Glück. Gebete und Hymnen aus dem Goldenen Tempel. Herder, Freiburg im Breisgau 1983 und 1986, ISBN 978-3-210-24734-2.
- Marx oder Mohammed? Arabischer Sozialismus und islamische Erneuerung. Ploetz Verlag, Freiburg im Breisgau 1983, ISBN 978-3-87640-179-9.
- 300 Bastonadenhiebe für den Bischof. Güregh Zohrabian 1881–1972, armenisch-katholischer Kapuzinermissionar (= Missionare, die Geschichte machten), St. Gabriel, Mödling / Steyler, St. Augustin 1984, ISBN 978-3-85264-212-3.
- Islamische Sufi-Meditation für Christen, Herder, Freiburg im Bresgau 1984, ISBN 978-3-210-24545-4.
- Jüdisches Wien. Herold-Verlag, Wien-München 1984, ISBN 978-3-7008-0264-8.
- Friede allen Welten. Jüdische Lebensweisheit. Aus Zohar, dem Buch des Glanzes. Herder, Freiburg im Breisgau 1985, ISBN 978-3-210-24758-8.
- Kyrill und Method. St. Gabriel, Mödling 1985, ISBN 978-3-85264-247-5.
- Albanien. Walter Verlag, Olten 1989, ISBN 978-3-451-22701-1.
- Engelwerk oder Teufelsmacht? Hintergründe über eine Grauzone kirchlicher Aktivitäten: Neues Heil oder innerkirchliche Sekte. Edition Tau, Mattersburg / Bad Sauerbrunn 1990, ISBN 3-900977-07-0.
- Malta, mit Gozo und Comino (= Walter Reiseführer). Walter, Olten 1988, ISBN 3-530-29601-5; 2. Auflage, Herder, Freiburg im Breisgau u. a. 1992, ISBN 978-3-451-22758-5.
- Gnade, Kreuz und Sieg. Mutter Gabriele Bitterlich. Leben und Wirken. Mediatrix, St. Andrä Wördern / Altötting 1992, ISBN 978-3-85406-138-0.
- Gedanken eines Journalisten – Konflikte unserer Zeit. Edition Sckell, Bregenz 2011, ISBN 978-3-9503194-1-5.

### Als Mitherausgeber
- mit Martyn Thomas (ed. in chief), Paul Meinrad Strässle, Adly A. Youssef: Copts in Egypt – A Christian Minority under Siege, papers presented at The First International Coptic Symposium, 23-25. September 2004 in Zürich. G2W, Zürich / Vandenhoeck & Ruprecht, Göttingen 2006, ISBN 978-3-85710-040-6 (G2W) / ISBN 978-3-525-54102-9 (V&R).